# Абрамов, Владимир Иванович

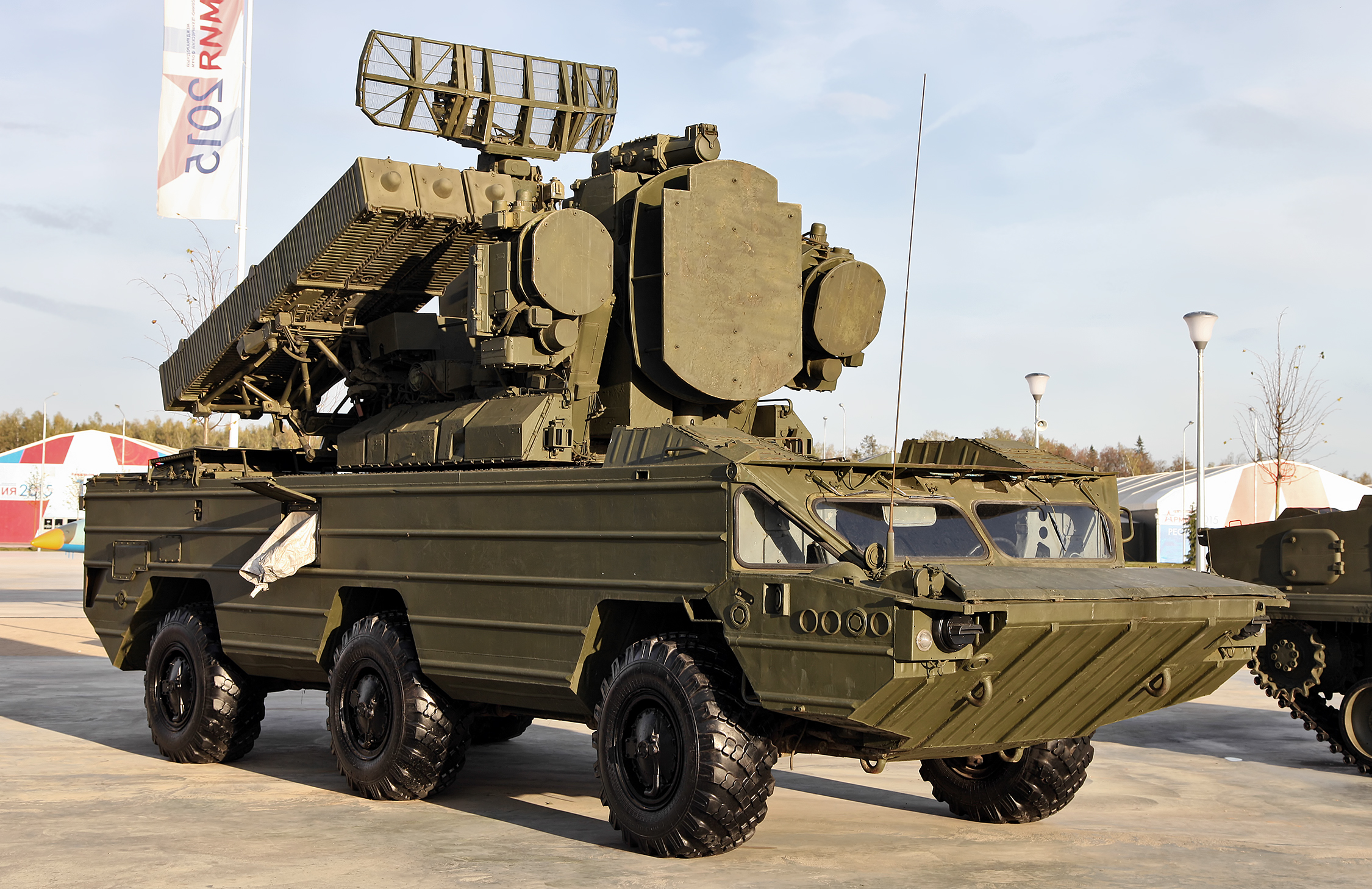
БМ 9А33Б

Владимир Иванович Абрамов (род. 28 октября 1934, Москва) — российский инженер, конструктор в области радиолокации, лауреат Премии Правительства РФ (1997).
Окончил Московский автомеханический институт (1957).
В 1962—2001 гг. работал в НИЭМИ, последняя должность — зам. главного конструктора.
Участник создания боевой машины БМ 9А33Б и ЗРК «Тор», был одним из кураторов при изготовлении их опытных образцов на Ижевском электромеханическом заводе (1970-е гг.).
Лауреат Премии Правительства РФ (1997). Награждён орденом «Знак Почёта» и двумя медалями.